# Alexandr Bannicov
Alexandr Bánnicov (în rusă Александр Ба́нников; n. 12 martie 1962) este un politician moldovean, deputat în Parlamentul Republicii Moldova începând cu anul 2010, din partea Partidului Comuniștilor din Republica Moldova (PCRM). Este membru al Comisiei parlamentare pentru economie, buget și finanțe și membru al Comitetului Central al PCRM.
La alegerile parlamentare din 30 noiembrie 2014 a fost inclus pe locul 7 în lista candidaților PCRM la funcția de deputat, obținând al doilea mandat consecutiv.
Anterior, până în noiembrie 2009 a fost director general al Agenției Relații Funciare și Cadastru.
În 2008 a fost decorat cu Medalia „Meritul Civic” de Președintele Republicii Moldova Vladimir Voronin.
Alexandr Bannicov este și fondator a trei firme: Tina SRL, Tina-Service SRL și Timetron-Imobil SRL.